# 樽見鉄道オハ1000形客車
樽見鉄道オハ1000形客車 （たるみてつどうオハ1000がたきゃくしゃ）は、東海旅客鉄道（JR東海）からオハ12形客車3両を譲受し、1990年（平成2年）から2005年（平成17年）まで使用された樽見鉄道の客車である。同様にJR東海から譲受したスハフ12形客車2両を改番した樽見鉄道スハフ1100形客車 （たるみてつどうスハフ1100がたきゃくしゃ）とともに運用された。本項ではスハフ1100形についても記載する。

## 概要
1984年（昭和59年）10月に日本国有鉄道（国鉄）樽見線を第三セクターに転換して開業した樽見鉄道では、開業時から国鉄オハフ33形客車を改造、改番したオハフ500形客車による列車をラッシュ時に運転していたが、これの置き換えのため、1990年（平成2年）、1992年（平成4年）にJR東海から12系客車計5両を譲受し、オハ1000形、スハフ1100形とした。1994年（平成6年）にJR東海から14系客車5両を譲受してオハ2000形、スハフ2200形とし、オハ1000形、スハフ1100形はオハ2両を廃車の上オハフ800形客車に代わって沿線の淡墨桜観光用の臨時列車「うすずみファンタジア」専用化され、うすずみ1形客車と編成を組んで使用された。2006年（平成18年）3月に樽見鉄道の貨物列車、機関車牽引客車列車が廃止されるのに先立ち、2005年（平成17年）3月に廃車された。

## 車体・機器類
樽見鉄道では国鉄、JR時代と車体には外部塗装を除いて変化がない。入線時は車体裾の帯が二重線となっていたが、1999年（平成11年）ごろに車体裾の帯が消され、窓下の帯色が桜色に変更されている。スハフの側面窓下には樽見鉄道の社章が描かれた。

## 車歴
| 形式       | 車両番号 | 製造      | 製造所       | 国鉄番号    | JR廃車    | 樽見入籍  | 樽見廃車  |
| ---------- | -------- | --------- | ------------ | ----------- | --------- | --------- | --------- |
| オハ1000   | 1001     | 1970年2月 | 富士重工業   | オハ12 84   | 1990年3月 | 1990年3月 | 1994年2月 |
| オハ1000   | 1002     | 1970年4月 | 新潟鐵工所   | オハ12 102  | 1990年3月 | 1990年3月 | 2005年3月 |
| オハ1000   | 1003     | 1970年3月 | 富士重工業   | オハ12 142  | 1990年3月 | 1990年3月 | 1993年8月 |
| スハフ1100 | 1101     | 1970年3月 | 富士重工業   | スハフ12 42 | 1990年3月 | 1990年3月 | 2005年3月 |
| スハフ1100 | 1102     | 1970年3月 | 日本車輌製造 | スハフ12 56 | 1992年3月 | 1992年3月 | 2005年3月 |

## 運用
1990年（平成2年）3月にオハ1000形3両、スハフ1100形1両がJR東海から購入され、オハフ500形に代わってラッシュ時の輸送力確保用列車に使用された。車体裾の帯が二重線になり、スハフの側面窓下に樽見鉄道の社章が描かれた以外はJR時代の姿のまま使用された。1992年（平成4年）にはスハフ1100形1両が追加され、通常は3両で運転されていたことからオハ1000形が1993年（平成5年）と1994年（平成6年）に1両ずつ廃車されている。1999年（平成11年）ごろには裾の帯が消され、窓下の帯が桜色に変更されている。1994年（平成6年）にはJR東海から14系客車5両が購入されてオハ2000形、スハフ2200形となり、オハ1000形、スハフ1100形は観桜シーズンにうすずみ1形と編成を組んで運転される臨時列車「うすずみファンタジア」に転用され、オハフ800形が廃車となった。観桜シーズン以外は北方真桑駅に留置されていた。2006年（平成18年）3月に樽見鉄道の機関車牽引列車が廃止されるのに先立ち、2005年（平成17年）3月に廃車された。

### 書籍
- 『国鉄車両一覧』ジェイティービー、1986年。ISBN 4533044468。
  - 「12系 急行形客車」 pp. 200-201
  - 「国鉄車両諸元表」 pp. 328-510

### 雑誌記事
- 『鉄道ピクトリアル』通巻448号「新車年鑑1985年版」（1985年5月・電気車研究会）
  - 樽見鉄道（株）運輸部次長兼機関区長 大橋 邦典「樽見鉄道 ハイモ180-100形・ハイモ180-200形」 pp. 98-99

- 『鉄道ピクトリアル』通巻515号「特集 台車」（1989年8月・電気車研究会）
  - 大幡 哲海「写真でみる台車あれこれ」 pp. 25-35
  - 鉄道ピクトリアル編集部「国鉄・JRおよびメーカー別の台車リスト(I)」 pp. 50-55

- 『鉄道ピクトリアル』通巻534号「新車年鑑1990年版」（1990年10月・電気車研究会）
  - 藤井 信夫・大幡 哲海・岸上 明彦「各社別車両情勢」 pp. 180-197
  - 「1990年度車両動向」 pp. 287-302

- 『鉄道ピクトリアル』通巻582号「新車年鑑1992年版」（1992年5月・電気車研究会）
  - 藤井信夫、大幡哲海、岸上明彦「各社別車両情勢」 pp. 96-110
  - 「1991年度車両動向」 pp. 184-209

- 『鉄道ピクトリアル』通巻597号「新車年鑑1994年版」（1994年10月・電気車研究会）
  - 藤井信夫、大幡哲海、岸上明彦「各社別車両情勢」 pp. 80-95
  - 「1993年度車両動向」 pp. 167-189

- 『鉄道ピクトリアル』通巻678号「特集 譲渡車両」（1999年12月・電気車研究会）
  - 鉄道ピクトリアル編集部「現有旅客用譲渡車両一覧」 pp. 62-68

- 『鉄道ピクトリアル』通巻757号「特集 12系・14系座席客車」（2005年2月・電気車研究会）
  - 岡田 誠一「12系・14系座席車のあゆみ」 pp. 10-27
  - 服部 朗宏「私鉄へ行った12系・14系客車」 pp. 28-32
  - 三宅 俊彦「12系・14系客車 1970年前後における運転の軌跡」 pp. 57-65
  - 藤田 吾郎「12系・14系座席客車 車歴表」 pp. 66-79
  - 「民鉄で活躍する12系・14系客車」 pp. 81

- 『鉄道ピクトリアル』通巻767号「鉄道車両年鑑2006年版」（2006年10月・電気車研究会）
  - 岸上 明彦「2005年度民鉄車両動向」 pp. 118-140
  - 「各社別新造・改造・廃車一覧」 pp. 205-220